# Sporetus bellus
Sporetus bellus là một loài bọ cánh cứng trong họ Cerambycidae.